# Massimo Mauro
Massimo Mauro (Catanzaro, 24 maggio 1962) è un dirigente sportivo, ex calciatore, politico e commentatore sportivo italiano.

## Biografia
Ha un fratello maggiore, Gregorio, anch'egli calciatore.

## Carriera

### Giocatore

#### Club

Mauro alla Juventus nella stagione 1986-1987

Centrocampista, è cresciuto nel Catanzaro, nelle cui file ha esordito in Serie A il 27 aprile 1980, lanciato dall'allora tecnico dei calabresi Tarcisio Burgnich nella sconfitta casalinga contro il Milan (0-3). Sempre contro i rossoneri, il 1º novembre 1981 ha realizzato la sua prima rete nella massima serie, contribuendo al successo per 3-0 con cui i calabresi hanno ribaltato la sconfitta di un anno e mezzo prima.
In seguito ha vestito le maglie dell'Udinese dal 1982 al 1985, quindi della Juventus (con cui ha vinto una Coppa Intercontinentale e uno scudetto) fino al 1989, infine del Napoli (che lo ha acquistato per 3 miliardi di lire) fino al 1993. Con i partenopei ha vinto nel 1990 lo scudetto e la Supercoppa italiana.
Durante queste tre esperienze ha avuto modo di militare, rispettivamente, al fianco di fuoriclasse quali Zico, Michel Platini e Diego Armando Maradona; su ciò ha scritto con Luca Argentieri un libro autobiografico dal titolo Ho giocato con tre geni.

#### Nazionale
Tra il 1980 e il 1984 è sceso in campo per 17 volte con la nazionale Under-21, realizzando un gol contro la Spagna.
In seguito ha fatto parte della nazionale olimpica – all'epoca inquadrata come una nazionale B – che ha partecipato alla fase finale dei Giochi di Seul 1988, chiusi dagli azzurri al quarto posto e in cui Mauro ha segnato una rete all'Iraq nell'incontro della fase a gironi.

### Dopo il ritiro
Una volta conclusa l'attività agonistica, dall'ottobre del 1997 al luglio del 1999 ha ricoperto la carica di presidente del Genoa.
È stato il fondatore, assieme a Gianluca Vialli, della Fondazione Vialli e Mauro per la Ricerca e lo Sport, una ONLUS impegnata soprattutto nella lotta contro la sclerosi laterale amiotrofica. Nel 2008, come Fondazione Vialli e Mauro, insieme a Fondazione Cariplo, Fondazione Telethon e AISLA ha dato vita ad AriSLA (Fondazione Italiana per la ricerca sulla SLA), di cui è membro del consiglio di amministrazione. Dal 2013 ricopre il ruolo di presidente di AISLA.
Dal 2005 al 2018 è stato commentatore sportivo per Sky Sport; dal 2007 è giornalista pubblicista. Dal 2018 ha collaborato prima con Rai 2 e poi con Mediaset. Dal 2013 collabora inoltre con il quotidiano la Repubblica, per conto del quale cura il blog calcistico Visti dall'ala. Al di fuori del calcio, ricopre la carica di consigliere del circolo di golf di Torino, Royal Park I Roveri.
Il 20 luglio 2023, mentre stava disputando una partita di padel a Catanzaro Lido, è stato colpito da un infarto e poi sottoposto a un intervento di angioplastica.

#### Politica
Nel 1996, è stato eletto in Calabria alla Camera dei deputati per le liste dell'Ulivo; si è in seguito iscritto al gruppo dei Democratici di Sinistra, ed è rimasto a Montecitorio fino al 2001. Nel maggio del 2006, si è candidato alle elezioni comunali di Torino, ancora nelle liste dell'Ulivo, venendo eletto consigliere comunale. Dopo l'esperienza dell'Ulivo, è entrato a far parte del Partito Democratico (PD).
Alle elezioni europee del 2009 ha appoggiato il candidato del PD, Roberto Placido.

## Palmarès

Da sinistra: gli juventini Mauro, Cabrini e Serena con il trofeo della Coppa Intercontinentale 1985.

### Club

#### Competizioni nazionali
- Campionato italiano: 2

Juventus: 1985-1986
Napoli: 1989-1990
- Supercoppa italiana: 1

Napoli: 1990

#### Competizioni internazionali
- Coppa Intercontinentale: 1

Juventus: 1985